# Limonia iridescens
Limonia iridescens är en tvåvingeart som först beskrevs av Edwards 1912.  Limonia iridescens ingår i släktet Limonia och familjen småharkrankar.
Artens utbredningsområde är Seychellerna. Inga underarter finns listade i Catalogue of Life.